# بزرگراه (فیلم ۱۹۹۵)
«بزرگراه» (انگلیسی: Highway) یک فیلم است که در سال ۱۹۹۵ منتشر شد.